# Orientispa bicolor
Orientispa bicolor is een insect uit de familie van de Mantispidae, die tot de orde netvleugeligen (Neuroptera) behoort. 
Orientispa bicolor is voor het eerst wetenschappelijk beschreven door Poivre in 1984.